# オードリーのオールナイトニッポン
『ニチレイ presents オードリーのオールナイトニッポン』は、ニッポン放送をキーステーションに全国36局ネットで放送しているラジオ番組。2009年10月11日未明（10日深夜）放送開始。
お笑いコンビのオードリー（若林正恭・春日俊彰）がパーソナリティを務める。

## 概要
2009年2月28日にオールナイトニッポンR枠単発番組として「オードリーのオールナイトニッポンR」、5月6日にオールナイトニッポン枠で単発番組を放送、7月22日にオールナイトニッポンモバイルで配信を開始し、10月10日よりレギュラー化した。
ビデオリサーチによる首都圏ラジオ聴取率調査では2016年2月度調査以来、51回連続で単独首位（全局中同時間帯）を獲得している。
テアトルアカデミーが実施した20代から40代の男女500人を対象にした調査では好きなラジオ番組の1位としてこの番組が選ばれている。2021年6月に発表された、「リスナーが本気で選んだラジオ番組最強番付2021」芸人部門で1位を獲得した。
2024年現在、レギュラーパーソナリティおよびお笑いコンビによる『オールナイトニッポン』としての放送回数が、それぞれ歴代1位のナインティナイン（『ナインティナインのオールナイトニッポン』）に次ぐ歴代2位となり、記録更新中である。
なお2014年10月以降、当番組は「ニチレイPresents」としてニチレイがメインスポンサーとなっており（一社提供ではない）、ニチレイ以外のスポンサーもCMを提供している。オープニングの提供クレジットでアナウンスされているスポンサーの数は数十社にわたり、他のラジオ番組と比べても圧倒的に多い。番組開始から長らくエンディングの提供クレジットではメインスポンサー以外のアナウンスは省略され、「この時間は、（おいしい瞬間を届けたい）ニチレイ、以上各社の協賛で…」と他の曜日と同じようにアナウンスをしていたが、2025年4月より、数十社あるスポンサーの約半数を、オープニングの提供クレジットとエンディングの提供クレジットで分けてアナウンスするようになった。同時に、ニチレイのキャッチフレーズを「暮らしと笑顔のニチレイフーズ」に変更している。
放送時間
毎週日曜日（土曜深夜）1:00 - 3:00（2009年10月10日 - ）
レギュラー化前の放送時間
- 「オードリーのオールナイトニッポンR」（2009年3月1日 3:00 - 5:00[注 1]）
- 「オードリーのオールナイトニッポン」（2009年5月7日 1:00 - 3:00[注 2]）

## コーナー
2024年4月現在、以下の4つのコーナーが存在する。そのうち、冠スポンサーのニチレイに関わる「チン!」のみ毎週放送され、その他3つは不定期化している。
また、｢チェ・ひろしのコーナー｣はその週のゲストが参加する場合もある。

### 死んでもやめんじゃねーぞ
- 第24回（2010年3月20日） -
- テーマ曲・BGM：浅草キッド／ビトタケシ（このコーナーの直前に、同曲が使われているジングルが流れるのが恒例）
  - 通称「死んやめ」。番組の打ち上げで春日が提案したコーナーで、その際スタッフには無視されたが、そのエピソードを番組で話したところ、募集していないのにリスナーからの投稿が殺到したため正式にコーナー化した。
  - ショーパブ時代、若林が芸人を辞めようと思っていたとき、先輩芸人・ビトタケシが、「あんちゃん、死んでもやめんじゃねーぞ」と励まして踏みとどまったというエピソードが由来。
  - 春日が「さあ、参りやしょう。」と始め、その後、ビトのモノマネをしながら、リスナーから送られてきた「おい、（人物／モノ）！（ネタ。往々にして「○○なこと」または「△△だなと思っていたら、実は○○だったこと」で終わる。下世話な内容が多い。）、死んでもやめんじゃねーぞ！」という形式の投稿を読み、若林が軽く受け流しつつツッコむ。そのツッコミが一息ついたところで春日がブリッジ代わりに「というね。」と一言を入れて次のネタに移っていく。現在、最も歴史の古いコーナーである。
  - メールネタの内容は下ネタや、芸能人が絡めた物が多い。2024年現在は、尾形貴弘（パンサー）、澤部佑（ハライチ）、田中卓志（アンガールズ）、平子祐希（アルコ&ピース）、ヒロミ、渡辺隆（錦鯉）、山添寛（相席スタート）、岸学（どきどきキャンプ）の登場回数が多い。
  - 原則番組最後のコーナーとして2:50頃から放送されるが、フリートークが長引くなどした場合は休止される場合がある。

### チェ・ひろしのコーナー
- 第333回 （2016年3月19日）-
- テーマ曲：『サンデーモーニング』のテーマ／三枝成彰作曲
  - 新人構成作家（コーナー開始当時）のチェ・ひろしが考案した、ラジオなのに体を張る企画を春日に実行させるコーナー。当初はリスナーにも企画を募集していた。
  - 「チェ・ひろし」は若林の命名で、「チェ」はひろしと誕生日が同じチェ・ゲバラ、「ひろし」はハガキ職人の頃のラジオネーム「関口勇斗」→同姓の関口宏に由来する。
  - ゲストが来た際にこのコーナーをやらされることが多い。春日が全裸または上半身か下半身のみ裸になり、体を張るという内容が多い。
  - 当初はほぼ毎週やっていたが、その後はスペシャルウィークとフリートークが早めに終わり、時間があるときに不定期で行われるようになった。概ね「死んでもやめんじゃねーぞ」の前。後述の「言語化できないのコーナー」開始後はほとんど行われていなかったが、同コーナーが終了して以降は再び行われることが増えている。

### チン!
- 第459回 （2018年9月1日） -
- テーマ曲：Sunny Side／TRI4TH
  - 2018年8月まで行われていた『GOOD!』のリニューアルコーナー。ニチレイの冷凍食品をレンジに入れてチンされるまでの時間、オードリーが聞きたいことをリスナーから募集する。また、投稿テーマは様々で、適時変更される。
  - このコーナー枠ではニチレイがスポンサーになって以降、採用者から1名を選び、その1名にニチレイの冷食製品の詰め合わせ（内容は月替り）を商品として贈呈している。また、毎週すべてのメールの中から抽選で2名、同じ商品が送られる。
オードリーが休みでピンチヒッターが担当する場合はコーナーがない為、賞品は全てのメール投稿者から抽選でプレゼントする措置をとっている。

### ラジオで学ぶ！レッツ春日語
- 第739回 （2024年4月13日） -
- テーマ曲：シンフォニア 第8番 BWV.794 ヘ長調／バッハ作曲 
  - リスナーから春日語でなんて言うのか知りたいワードを募集するコーナー。若林は解答者となり、正解の春日語を言い当てた場合、その時点でコーナー終了となる。このコーナーに限り、構成作家の佐藤満春（どきどきキャンプ）がコーナーレギュラーとして出演する。

## 終了したコーナー
コーナーが終了する際、番組内で明確な告知はない。また、番組前半のトークが盛り上がりコーナーが行われないこともあり、必ずしも期間中毎週コーナーが放送されていたわけではない。

## 出来事・ゲスト
| 放送日   | 放送回 | ゲスト   | 概要 |
| -------- | ------ | -------- | --- |
| 5月6日   | 単発   |          | 単発2回目を水曜1部（普段は『小栗旬のオールナイトニッポン』を放送している時間帯）で放送。 |
| 12月5日  | 9      |          | コーナー「キャスティング王」5連敗の罰ゲームとして、若林の趣味である写真を展示する、「若林正恭のぶってる写真展」 をイマジンスタジオにて開催。 「ぶってる」は「アーティストぶってる」の意。当日は雨で、かつオードリーの不在にもかかわらず、約1000人のリスナーが訪れた。 訪れたリスナーに最も「ぶってる」と感じた写真を投票してもらった結果、壁のコンセントを撮影した『ナンパ待ち』という作品がワースト1に輝いた。 |
| 12月19日 | 11     | 河口正史 | 番組初ゲスト。 |

| 放送日   | 放送回 | ゲスト                                             | 概要 |
| -------- | ------ | -------------------------------------------------- | --- |
| 1月2日   | 13     |                                                    | 「オードリーの小声でオールナイトニッポン」と題し、春日の自宅「むつみ荘」から放送。収録放送。 |
| 1月23日  | 16     | RN.テラリン じゅんご はなわ                        | 春日がテレビ番組収録中の事故による骨折の影響で入院していたため、終始病室から電話出演した。 RN.テラリンは「中くらいの夢 feat.オードリーのオールナイトニッポン 激励編」を歌う素人の歌手（リスナー）で、オープニングに出演。じゅんごとはなわは番組後半から出演。 |
| 1月30日  | 17     |                                                    | 前半はラジオブースに若林のみ、春日は別室からの放送となった。後半から二人がラジオブースに合流した。 |
| 2月20日  | 20     | ビトタケシ バーモント秀樹                          | スペシャルウィーク企画「第1回ショーパブ芸人祭り」。 |
| 3月6日   | 22     | RN.テラリン RN.みなみ 佐藤満春（どきどきキャンプ） | 「DVD大ヒット記念スペシャル」と題し、番組初の公開録音を実施。リスナーを招いて当日16時に収録したものを、ほぼ無編集で放送した。 RN.みなみは「中くらいの夢 feat.オードリーのオールナイトニッポン 癒し編」を歌う素人の歌手（リスナー）。RN.テラリンとともに生歌を披露した。 |
| 4月24日  | 29     | いとうあさこ                                       | |
| 5月1日   | 30     |                                                    | 当日行われた日比谷公園でのイベント『ニッポン放送 THEラジオパーク in 日比谷』の公開録音の模様と併せて放送した。また、「キャスティング王」5連敗の罰ゲームとして、日本通運の協力で日比谷公園の小音楽堂に『むつみ荘春日邸 in 日比谷』として、同日と翌日5月2日、春日邸が一時移設され完全再現された。 この日、番組初のグッズ「春日体操ビブス」と「若林正恭ぶってるキーホルダー」が2000円でセット販売された。 |
| 8月28日  | 47     | ビトタケシ バーモント秀樹 くじら                   | スペシャルウィーク企画「第2回ショーパブ芸人祭り」。 |
| 11月27日 | 60     | ベッキー                                           | |
| 12月18日 | 63     | 大村朋宏、藤田憲右（トータルテンボス）             | |
| 12月25日 | 64     | 佐藤満春（どきどきキャンプ）                       | この日オードリーは正午まで『第36回ラジオ・チャリティ・ミュージックソン』のメインパーソナリティを担当したため、当日の放送では生放送の裏側トークを展開、2時台には各地で募金活動を行った佐藤も加わった。 |

| 放送日   | 放送回 | ゲスト | 概要 |
| -------- | ------ | --- | --- |
| 1月29日  | 69     | | ニッポン放送では「AFCアジアカップ2011」決勝の実況中継が放送されたため、試合終了後の2:40頃から飛び乗りし、3時までの約20分間の放送となった。ニッポン放送以外の35局では、通常通り放送。 |
| 2月26日  | 73     | 吉田尚記（ニッポン放送アナウンサー）                                                                                     | スペシャルウィーク企画「ツイッターはラジオか？」。Twitter・ファクシミリとの連動企画を実施。 |
| 3月12日  | -      | | 前日に発生した東北地方太平洋沖地震に伴う災害報道特別番組放送のため休止。番組が休止するのは放送開始以来初。 |
| 3月19日  | 75     | 佐藤満春（どきどきキャンプ）                                                                                             | 東北地方太平洋沖地震発生後初の放送。番組冒頭は被災者への激励の意味も込めてオードリーによる漫才から始まり、オチからの流れでタイトルコール、という形となった。冠スポンサーの大修館書店を含めすべての協賛スポンサーが自粛したが、「ジーニアス英和辞典プレゼンツ」は外さなかった。また、番組終盤にも漫才を披露した。 トイレに造詣が深い佐藤は、番組後半から出演。災害時における簡易トイレの作り方等の解説をした。 なお、ラジオ福島など地震・津波の被害が大きかった地域では生活情報などが優先されたため放送されなかった。 |
| 4月9日   | -      | | 『東日本大震災被災地復興支援 ニッポン放送ラジオ・チャリティ・ミュージックソン スペシャル 『I'm with U キミと、24時間ラジオ』』が放送されたため、2度目の休止。ただし25:00から26:40頃まではオードリーも登場した。 |
| 4月23日  | 79     | 谷口大輔 | オードリーの中学・高校の同級生である谷口（一般人）がゲストで登場し、学生時代の思い出を中心にトークした。また、谷口が出演パートの最後にオードリーに宛てて読んだ手紙を基にして、後日コーナー「まだまだ30代！」がスタートした。 |
| 5月14日  | 82     | | 番組本『オードリーのオールナイトニッポン一年史』の発売記念イベントを開催。不在のオードリーの代役で、バーモント秀樹、ビトタケシによるサイン会が行われた。また、放送作家・藤井青銅による著書の販売・サインや若林の新作を展示した「第二回ぶってる写真展」も開催された。 |
| 6月18日  | 87     | 佐藤満春（どきどきキャンプ）                                                                                             | |
| 8月27日  | 97     | ビトタケシ バーモント秀樹 RN.優柔不断                                                                                    | 夏休みスペシャルウィーク企画「オードリーのオールナイトニッポン検定」をイマジンスタジオで実施。 当日は抽選で選ばれたリスナーと、バーモント秀樹、ビトタケシがイマジンスタジオで受験した。また、同時刻に番組サイトにも問題がアップされ、リスナーはネット上で同時受験できた。なお、この日もオードリーはイベント不在であった。 バーモント秀樹、ビトタケシは番組途中から出演し、途中から受験者の中で最高得点・76点を獲得したリスナーも生出演した。                                                                         |
| 9月17日  | 100    | ビトタケシ（コメント出演） バーモント秀樹（コメント出演） 佐藤満春（どきどきキャンプ）                                   | 放送100回を記念して、バーモント秀樹、ビトタケシ、そっくり館キサラの元店長からの祝辞が流された。 佐藤は『佐藤満春と伊福部崇の大喜利オールナイトニッポンモバイル』の宣伝を兼ねて番組後半に出演。 |
| 10月8日  | 102    | | 10月2日に実施されたNHK・民放連共同キャンペーン「はじめまして、ラジオです。」で行われた公開収録の模様を一部放送。当日はNHK放送センター前の特設ステージにビトタケシと佐藤満春のゲスト2名を招いて公開収録を行ったほか、番組DVDや書籍を廉価販売した。 |
| 10月22日 | 104    | 尾関高文、高佐一慈（THE GEESE） 江崎峰史、中村英将（ゆったり感） 松井絵里奈 佐藤満春（どきどきキャンプ）                 | ラジオコント企画「戦慄の腰掛け」。 |
| 12月17日 | 112    | ゴン、チロ（ビックスモールン） 田中敦志（サボテンラッシュ） 山口大貴（ブリッジマウンテン） 上田浩二郎、岩崎一則（Hi-Hi） | スペシャルウィーク企画「カスキ芸人SP」。 さらに緊急ゲストとして、この日放送された『THE MANZAI 2011 年間最強漫才師決定トーナメント! 栄光の決勝大会』（フジテレビ）にて決勝進出を果たしたHi-Hiが登場。 |
| 12月24日 | 113    | 北川悠仁、岩沢厚治（ゆず） ビトタケシ バーモント秀樹（電話出演）                                                         | 『ゆずとオードリーのオールナイトニッポン ラジオ・チャリティ・ミュージックソンSP』として放送。なお、オードリーは冒頭10分間『ミュージックソン THE MOVIE 〜オードリーの爆笑24時間宣言〜』の先行上映会が行われたユナイテッド・シネマ豊州から中継で出演し、25:30頃にスタジオへ到着。その間つなぎ役としてビトタケシが登場。 なお、この日のみ本来のネット局でもある、『第37回ラジオ・チャリティ・ミュージックソン』実施局のSTVラジオやKBCラジオでは未ネット。                                                               |

| 放送日   | 放送回 | ゲスト | 概要 |
| -------- | ------ | --- | --- |
| 2月4日   | 119    | | オードリーが現地時間2月6日に行われるスーパーボウル中継のゲストとしてマイアミに行くため、録音放送となった。 |
| 2月18日  | 121    | miwa SEAMO 鬼龍院翔（ゴールデンボンバー） haderu、elsa、ediee、dunch、hideki、sapoto（jealkb） （T.M.Revolution） | 放送当日には、東京国際フォーラムでオードリー司会のイベント「オールナイトニッポン45周年感謝祭 ALL LIVE NIPPON〜このさい for LOVEホールA〜」が実施された。 放送ではイベントの模様の放送や、イベント出演者が生登場した。 |
| 2月25日  | 122    | 佐藤満春（どきどきキャンプ） ゴン（ビックスモールン） 岩崎一則（Hi-Hi）                                           | 即席バンド「箱根コナキンズ」として登場。 |
| 3月10日  | 124    | | 東日本大震災から1年が経過したこの日は、前年と同じく漫才からスタートした。番組HPによるとこの漫才はこの日のための書き下ろしである。 |
| 3月31日  | 127    | 岡村隆史（ナインティナイン）                                                                                      | 前番組『福山雅治のオールナイトニッポンサタデースペシャル・魂のラジオ』にゲスト出演した流れで、オープニングトーク中に乱入する形で出演。約40分オードリーとトークを繰り広げた。 |
| 4月14日  | 129    | 塙宣之、土屋伸之（ナイツ）                                                                                        | 4月15日から開始する『サンデー知っとかナイツ!』の告知のためにスタンバイしていたが、春日のフリートークゾーンで乱入。 |
| 4月21日  | 130    | くり万太郎 クリス松村                                                                                             | スペシャルウィーク。1時台に春日がくり万太郎への寝起きドッキリを敢行するも、実は春日への逆ドッキリ。クリス松村は2時台にゲストとして登場した。 |
| 5月19日  | 134    | | トーク内でリスナーの呼称を『リトルトゥース』と命名。 |
| 5月26日  | 135    | 山里亮太（南海キャンディーズ）                                                                                    | この日は春日が海外ロケのため番組を欠席。2時台から『たりないふたり』（日本テレビ）で若林と共演している山里亮太がゲスト出演し、『たりないふたり』でのエピソードを中心にトークを繰り広げた。 |
| 6月9日   | 137    | 本村康祐 西岡隼基                                                                                                 | 『本村康祐・西岡隼基のオールナイトニッポン0(ZERO)』パーソナリティの2人がゲスト出演。 第127回の放送で岡村隆史がゲスト出演した際、「各曜日のパーソナリティで誰が一番美味しいご飯を炊けるか対決しよう」という流れになり、これを真に受けた2人は、自身のラジオで『美味しいご飯を炊こう』というコーナーを実施。 寄せられた情報をもとにした「現時点での最高の炊き方で炊いたご飯」をオードリーが試食した。                                 |
| 6月16日  | 138    | 佐藤満春（どきどきキャンプ） 篠崎愛（コメント出演）                                                               | 「春日の爆笑鉄板ロケすごろく」と題し、春日がいくつかの課題とフリートークを外でこなしながらスタジオに帰ってくるという企画を実施。 スタジオでは佐藤が春日の秘密を暴露するために出演。また、かねてから春日が気になる人であると公言していた篠崎がコメント出演。外にいる春日は篠崎が本当にスタジオにいると思い込み、スタジオに帰ると実際はいなかった、というドッキリ企画も行った。                                                      |
| 8月25日  | 148    | 石田明、井上裕介（NON STYLE） 塙宣之、土屋伸之（ナイツ）                                                          | スペシャルウィーク。『M-1グランプリ2008』のベスト3にランクインした3組で放送を行った。 第140回から開始されたコーナー「なしなし若林、あるある芸人への道！」からの発展企画として、「あるあるスペシャル」と題し、リスナーからそれぞれのコンビの「あるあるネタ」を募集し、紹介した。 |
| 9月1日   | 149    | レイザーラモンRG（レイザーラモン） 多田健二、善し（COWCOW）                                                       | 「オールナイトニッポン45周年 お笑いオールスターウィーク」。RGをゲストに招いて「あるあるファイナル」として「リスナー VS RG」のあるある対決を放送。冒頭で「オードリーあるある」を披露してそのままタイトルコールも行った。 COWCOWはオールスターウィークの慣例として3時台からの『オールナイトニッポンR』を担当するパーソナリティーとして最後の数分間に出演。「RGに場を荒らされに荒らされた」「グラウンドがボコボコ」と不満を漏らした。 |
| 10月20日 | 156    | レイザーラモンRG（レイザーラモン）                                                                                | コーナー「あるあるセレクト」をモチーフにしたあるある対決を行った。 |
| 11月10日 | 158    | レイザーラモンRG（レイザーラモン）（電話出演） 近藤房之助（B.B.クィーンズ）（コメント出演）                       | 第156回（2012年10月20日）のスペシャルウィークにて、「おどるポンポコリン」の歌詞をRGが「ポワっと」と歌ったことについてリスナーから「『ボワっと』だ」と指摘されたことについて、近藤からコメントをもらい、RGとは電話を繋いでその顛末を放送した。 |
| 12月15日 | 163    | 伊達みきお、富澤たけし（サンドウィッチマン）                                                                      | スペシャルウィーク。「この春日を抱えて2013年は大丈夫なのか？拡大オードリー会議！」と題し、コーナー「カスッター」にて採用されたネタを中心にして、春日のキャラ設定やプライベートについてのトークをゲストと共に繰り広げた。 なお、STVラジオのみ放送休止。 |
| 12月22日 | 164    | 浜谷健司、神田伸一郎（ハマカーン）                                                                                | オープニングトークの途中から、『日清食品 THE MANZAI 2012 年間最強漫才師決定トーナメント! 栄光の決勝大会』（フジテレビ）で優勝を果たしたハマカーンが登場。約30分間トークを繰り広げ、最後に後番組『ハマカーンのオールナイトニッポンR』の告知を行った。 |

| 放送日   | 放送回 | ゲスト                                                                       | 概要 |
| -------- | ------ | ---------------------------------------------------------------------------- | --- |
| 2月23日  | 173    | 笑福亭鶴光（電話出演） ビトタケシ ほいけんた 花香よしあき（電話出演）        | スペシャルウィークかつ『たけし みゆき 千春も登場! 伝説のパーソナリティが今を語る オールナイトニッポン45時間スペシャル』内の一番組という位置づけ。 笑福亭鶴光はオードリーと共に『45時間スペシャル』の総合司会を務めているため出演。 他の3人は『45時間スペシャル』の企画に合わせ、伝説のパーソナリティが登場するとの触れ込みで物真似出演した。 |
| 3月9日   | 175    | レイザーラモンRG（レイザーラモン）                                           | DVDの告知のためゲスト出演。リスナーとあるある対決をした。 |
| 4月20日  | 181    | バーモント秀樹 吉田尚記（ニッポン放送アナウンサー）                          | 「オールスター芸能界めんどくさい王座決定戦」を開催。 |
| 6月15日  | 189    | 吉木りさ 塚本直毅、溜口佑太朗（ラブレターズ） ニック、高桑翔汰（タイムボム） | 「戦慄の腰掛け」に次ぐラジオコント企画「荒野（コント）の七人」を放送。 |
| 8月31日  | 200    |                                                                              | 放送200回目を迎え、かつスペシャルウィーク。冒頭で漫才を披露した。 |
| 12月14日 | 215    | 浜ロン 飯田浩司（ニッポン放送アナウンサー）                                  | スペシャルウィーク企画「若林の納車スペシャル」。 |

| 放送日   | 放送回 | ゲスト                                               | 概要 |
| -------- | ------ | ---------------------------------------------------- | --- |
| 2月22日  | 225    | 岡村隆史（ナインティナイン）                         | |
| 3月8日   | 227    |                                                      | 『スクール革命!』（日本テレビ）ロケのため、河口湖近辺のホテルより生放送。 |
| 4月26日  | 234    | くじら TAIGA ゴン、チロ（ビックスモールン）          | スペシャルウィーク企画「春のウエディング祭」。 |
| 8月2日   | 248    |                                                      | 『有吉の夏休み2014 密着100時間 in ハワイ』（フジテレビ）ロケのためハワイから生放送。 |
| 8月23日  | 251    | 朝井リョウ                                           | |
| 8月30日  | 252    | レイザーラモンHG、レイザーラモンRG（レイザーラモン） | |
| 10月24日 | 260    | ヒロシ                                               | |
| 12月13日 | 267    | 氏原真一（ゴンゴール）                               | MC SASHIBAを名乗る若林と元ラッパーの氏原、MC Tを名乗る春日とHIPHOP戦隊ビーボイジャーがそれぞれ協力し、互いをディスり合うラップバトルを行った。初めに若林が春日を、次に春日が若林をディスるラップを披露し、最後はサプライズとして若林による春日への感謝をつづるラップで閉められた。 |

| 放送日   | 放送回 | ゲスト | 概要 |
| -------- | ------ | --- | --- |
| 1月24日  | 273    | miwa | |
| 2月21日  | 277    | タケタリーノ山口、前田ばっこー（瞬間メタル） | |
| 4月25日  | 286    | 岡田圭右（ますだおかだ） 溜口佑太朗（ラブレターズ） | |
| 5月30日  | 291    | | 『スクール革命!』（日本テレビ）ロケのため、広島県のホテルより生放送。 |
| 6月6日   | 292    | 西加奈子 | 春日はイタリア・ラヴェンナで開催された『フィンスイミングワールドカップマスターズ2015』に出場のため不在。                                                                               |
| 6月13日  | 293    | 溜口佑太朗（ラブレターズ） | |
| 8月1日   | 300    | | 放送300回目。 |
| 8月29日  | 304    | イジリー岡田 | |
| 10月24日 | 312    | 平野ノラ TAIGA | スペシャルウィーク企画「バブルはそこまで来ているのかスペシャル」。 |
| 12月5日  | 318    | 佐藤満春（どきどきキャンプ） ゴン（ビックスモールン） 岩崎一則（Hi-Hi） 溜口佑太朗（ラブレターズ） 水口健司 中川パラダイス（ウーマンラッシュアワー） 西堀亮（マシンガンズ） | 放送直前で若林が体調不良を訴え、番組開始以来初めての欠席。 急遽、春日の呼びかけにより再来週のスペシャルウィークゲストの中川パラダイスらが駆けつけた。 水口はシオプロに勤務する会社員。 |
| 12月19日 | 320    | 中川パラダイス（ウーマンラッシュアワー） | |

| 放送日   | 放送回 | ゲスト                                                          | 概要 |
| -------- | ------ | --------------------------------------------------------------- | --- |
| 2月20日  | 329    | IKKO                                                            | |
| 4月23日  | 338    | 西村瑞樹（バイきんぐ） 中川パラダイス（ウーマンラッシュアワー） | |
| 6月11日  | 345    | 西加奈子 バーモント秀樹                                         | 春日はチェコ・プラハで開催された『フィンスイミングワールドカップマスターズ2016』に出場のため不在。 |
| 6月18日  | 346    | 菊地亜美                                                        | |
| 7月23日  | 351    |                                                                 | この日、オードリーは『FNS27時間テレビフェスティバル!』（フジテレビ）に27時間フェス実行委員として生出演していたため、フジテレビ内のオードリーの楽屋に機材を組んで生放送を行った。                                                                                 |
| 9月10日  | 358    | 中川パラダイス（ウーマンラッシュアワー）                        | この日、『リンカーン』（TBS）の特番収録で春日と一緒だった中川パラダイスがブース外で見学。放送には「チェ・ひろしのコーナー」からエンディングにかけて出演した。 |
| 10月15日 | 363    | 朝井リョウ                                                      | |
| 12月17日 | 372    | 梅沢富美男                                                      | |
| 12月24日 | 373    | 斉藤由貴 飯田浩司（ニッポン放送アナウンサー）                   | この日は『オールナイトニッポン ラジオ・チャリティ・ミュージックソンSP』として放送。 なお、この日のみ本来のネット局でもある、『第42回ラジオ・チャリティ・ミュージックソン』実施局のSTVラジオやKBCラジオでは未ネット。詳しくは対象番組の放送日時とネット局を参照。 |

| 放送日   | 放送回 | ゲスト | 概要 |
| -------- | ------ | --- | --- |
| 1月28日  | 378    | 佐藤満春（どきどきキャンプ） 滝沢秀一、西堀亮（マシンガンズ） TAIGA 溜口佑太朗（ラブレターズ） 小宮浩信、相田周二（三四郎） HEY!たくちゃん | 若林がインフルエンザにより二度目の欠席。春日とディレクター・石井玄の呼びかけにより、放送前に多数のゲストが呼び込まれた。 |
| 2月25日  | 381    | ビビる大木 | |
| 4月1日   | 386    | スザンヌ | 『スクール革命!』（日本テレビ）のロケのため、長崎県のホテルの一室で機材を組み生放送を行った。 オープニングトークの途中、向かいの部屋に居たスザンヌが飛び入りで出演した。 |
| 4月22日  | 389    | 市野瀬瞳（中京テレビ放送アナウンサー） | 『オードリーさん、ぜひ会って欲しい人がいるんです!』（中京テレビ）でオードリーと当時共演していた市野瀬がゲスト。 若林が市野瀬のことを嫌いだと本番組で発言していたことから出演が実現。 この模様は同年5月27日の『オードリーさん、ぜひ会って欲しい人がいるんです!』でも放送された。                                                                                        |
| 5月20日  | 393    | R-指定、DJ松永（Creepy Nuts） | 春日はフィリピンへの海外ロケのため欠席。 |
| 5月27日  | 394    | はなわ | |
| 6月17日  | 397    | 森脇健児 飯田浩司（ニッポン放送アナウンサー）                                                                                              | イマジンスタジオにてスペシャルウィーク企画「森脇健児 VS 春日俊彰 イマジンスタジオ大運動会！」を開催。 |
| 7月8日   | 400    | | 放送400回目。 |
| 8月26日  | 407    | 松本明子 | |
| 10月21日 | 415    | 柳原可奈子 | |
| 11月11日 | 418    | 東島衣里（ニッポン放送アナウンサー） | 『第43回ラジオ・チャリティ・ミュージックソン』のアシスタントを務める東島が一時出演した。 |
| 12月16日 | 423    | 吉田尚記（ニッポン放送アナウンサー）（電話出演） 相田周二（三四郎）（電話出演） ルシファー吉岡（電話出演） ビトタケシ（電話出演）          | スペシャルウィーク企画として、『第43回ラジオ・チャリティ・ミュージックソン』ゲストの公開電話オーディションが行われた。 |
| 12月23日 | 424    | R-指定、DJ松永（Creepy Nuts） | 後番組『オールナイトニッポンR』を担当したCreepy Nutsが番組終盤に出演した。 |
| 12月24日 | -      | 東島衣里（ニッポン放送アナウンサー） 塚本直毅、溜口佑太朗（ラブレターズ） ルシファー吉岡 小宮浩信、相田周二（三四郎）                      | この回は『オールナイトニッポン ラジオ・チャリティ・ミュージックソンSP』として放送。 放送当日は日曜日に当たるため前日の23日放送分と合わせて2夜連続。同時に、2016年度と含め2年連続で当該時間帯を担当。 日曜深夜の放送のため、ニッポン放送・STVラジオ・ラジオ福島・和歌山放送・KBCラジオのみネット。詳しくは対象番組の放送日時とネット局を参照。 東島は番組冒頭のみ出演。 |

| 放送日   | 放送回 | ゲスト | 概要 |
| -------- | ------ | --- | --- |
| 3月2日   | -      | 東島衣里（ニッポン放送アナウンサー） | 『オードリー春日俊彰のオールナイトニッポンGOLD』が放送された。東島は特別企画であるラジオドラマ「俊彰のプロポーズ」内で狙ってる女役で出演した。 |
| 3月3日   | 433    | ふかわりょう | |
| 4月21日  | 440    | ノブ（千鳥） | |
| 4月28日  | 441    | 小野ますのぶ、新山大（あどばるーん）（電話出演） | 青森県での全国ツアー関連企画で青森の名物について聞くべく、青森公演のゲストとして、ご当地タレントのあどばるーんに電話を繋いだ。 |
| 6月9日   | 447    | 高佐一慈、尾関高文（THE GEESE） ルシファー吉岡 小野ますのぶ、新山大（あどばるーん）                                                                  | この日から全国ツアーがスタート。ツアーは本番組が放送される土曜日に行うため、この回からツアー開催日は有楽町のニッポン放送に戻らず、開催地にある『オールナイトニッポン』1部をネットするAMラジオ放送局あるいはラテ兼営局を訪問し、そこのスタジオを借用して全国に中継放送する形式となる。 この日はRAB青森放送の本社から生放送を行った。 |
| 6月16日  | 448    | ちゅうえい、瀧上伸一郎（流れ星）（電話出演） ルシファー吉岡（電話出演） 西村瑞樹（バイきんぐ）（電話出演） R-指定、DJ松永（Creepy Nuts）（電話出演） | 9月に行われる全国ツアーの愛知公演のゲストを電話でブッキングした。 |
| 8月4日   | 455    | 井口眞緒、佐々木久美、宮田愛萌（けやき坂46） | 2019年2月11日の改名前のため、けやき坂46名義での出演。 |
| 9月15日  | 461    | 西村瑞樹（バイきんぐ） | この日、西村をゲストに迎えて全国ツアー第二弾として愛知で公演。終了後、『オールナイトニッポン』1部をネットしているCBCラジオを訪ね、同放送センターのラジオスタジオから生放送された。 |
| 10月20日 | 464    | R-指定、DJ松永（Creepy Nuts） | Creepy Nutsが作成した全国ツアーのテーマソング『よふかしのうた』を初オンエアした。 |
| 12月22日 | 475    | バカリズム | この日、バカリズムをゲストに迎えて全国ツアーの第三弾として福岡公演を開催。 終了後、『オールナイトニッポン』1部をネットしているKBC九州朝日放送を訪ね、同社屋のラジオスタジオから生放送を行った。 |

| 放送日   | 放送回 | ゲスト                                                        | 概要 |
| -------- | ------ | ------------------------------------------------------------- | --- |
| 3月2日   | 485    |                                                               | 「オードリーのオールナイトニッポン10周年全国ツアー in 日本武道館」公演終了後の生放送。 |
| 4月20日  | 492    | 弘中綾香（テレビ朝日アナウンサー）                            | 『ニンゲン観察バラエティ モニタリング』（TBSテレビ）内で、春日の婚約が公表されてから初の放送。 ゲストの弘中綾香は、春日の結婚祝いとしてグラスの二個セットをプレゼント。春日のみにプレゼントを渡すと、若林が怒ってしまうため、若林には弘中からエーリヒ・フロムの『愛するということ』がプレゼントされた。 |
| 4月27日  | 493    | クミ（春日の婚約者）（電話出演） 佐藤満春（どきどきキャンプ） | 春日がプロポーズ直前の自身のスキャンダルを『FRIDAY』に掲載されたことを受け、謝罪。婚約者のクミが初出演となる電話出演。 春日は「飲み会に行くのをやめる」「お酒を飲まない」「むつみ荘（春日の家）を引っ越す」とクミ、及び若林・リトルトゥースに宣言した。エンディングトークに佐藤が出演。                 |
| 5月11日  | 495    |                                                               | 春日が放送前に、ニッポン放送近郊の区役所でクミさんと婚姻届を提出したことを発表。 |
| 6月15日  | 500    | 上田晋也（くりぃむしちゅー）                                  | 放送500回目。 |
| 7月27日  | 505    | 田中卓志（アンガールズ）                                      | 春日は重量挙げの大会前の検尿のため欠席、電話出演となった。 |
| 8月31日  | 510    |                                                               | 春日が新居に引っ越したが、旧居であるむつみ荘から最後の生放送。なお当該回は『第57回ギャラクシー賞ラジオ部門』に入賞した。 |
| 10月12日 | -      |                                                               | この日は高橋真麻をゲストに迎える予定だったが、令和元年東日本台風（台風19号）関連の特別番組に差し替えたため放送休止。 |
| 11月10日 | 519    | 高橋真麻                                                      | 前述の令和元年東日本台風（台風19号）による特別番組の振り替えとしてゲスト出演。 |
| 11月24日 | 521    |                                                               | オープニングトークにて若林が一般女性と結婚したことを発表。なお、この事は春日やチーム付け焼き刃の面々（佐藤満春を除く）には知らされておらず、サプライズという形で発表された。 |
| 12月1日  | 522    | 塚本直毅、溜口佑太朗（ラブレターズ）                          | 番組内で話題となった元ディレクター宗岡芳樹の結婚式に参列したラブレターズがそのエピソードについて語るため乱入。なおラブレターズはこの日の後番組『ラブレターズのオールナイトニッポン0(ZERO)』を担当した。                                                                                                 |
| 12月14日 | 524    | 菅良太郎、向井慧、尾形貴弘（パンサー）                        | |

| 放送日   | 放送回 | ゲスト                                                                 | 概要 |
| -------- | ------ | ---------------------------------------------------------------------- | --- |
| 2月1日   | 531    | 綾部祐二（ピース）                                                     | 『オードリーのNFL倶楽部』（日本テレビ（関東ローカル）・日テレジータス）収録のため、アメリカ・マイアミから生放送。 |
| 2月22日  | 534    | 松陰寺太勇、シュウペイ（ぺこぱ） TAIGA                                 | スペシャルウィーク。TAIGAはぺこぱの衣装変更のキッカケを作った師匠として出演。 |
| 4月4日   | 540    | 田中樹、髙地優吾、ジェシー、京本大我、松村北斗、森本慎太郎（SixTONES） | この日から始まった前番組『SixTONESのオールナイトニッポンサタデースペシャル』放送終了直後に乱入。 |
| 5月16日  | 546    |                                                                        | 春日がフリートーク内にて、5月8日に第1子が誕生したことを報告。 |
| 6月13日  | 550    | 佐藤栞里                                                               | この日の後番組である『佐藤栞里のオールナイトニッポン0(ZERO)』パーソナリティであったことから乱入。 |
| 7月25日  | 555    | あばれる君                                                             | スペシャルウィーク企画『春日vsあばれる君 あばれ王決定戦！』を開催。録音放送。 |
| 8月22日  | 559    |                                                                        | 同日より翌日にかけ、『24時間テレビ43 「愛は地球を救う」 新しい日常での1回目『動く』』中京テレビローカルパートでメインパーソナリティーを務める関係で、全国ツアー愛知公演以来、約2年ぶりにCBCラジオから生放送。 なお、送出局のCBCラジオのみ音声トラブルにより、番組開始から約9分間、不明瞭な音声のタイトルコールのほかはBGM（テーマ曲の「BITTER SWEET SAMBA」）だけが流れ続け、オープニングトークが一切聞こえない放送事故が発生。 ネット局でも10分間にわたってBGMが鳴り終わらず、トーク中にコーナー「チン!」のSEが鳴るなど、放送事故対応の影響を受けた。 CBCは1:10頃に正常な放送が復旧。その後1:13頃にスタッフから報告を受けた2人は、CBCラジオのリスナーへ向けて改めてタイトルコールを行った。 またエンディングでは、恒例の春日の挨拶が途中で打ち切られる不体裁がネット全局的に発生した。 翌週29日の放送にてニッポン放送側のミスであったことが分かった。 |
| 9月12日  | 562    | 髙橋ひかる                                                             | スペシャルウィーク。 |
| 9月26日  | 564    | 山根良顕、田中卓志（アンガールズ）                                     | この日の後番組『アンガールズのオールナイトニッポン0(ZERO)』を担当するアンガールズがエンディングで乱入。 |
| 10月24日 | 568    | あばれる君                                                             | スペシャルウィーク。 |
| 12月19日 | 576    | DJ KOO（TRF）                                                          | スペシャルウィーク。 |

| 放送日   | 放送回 | ゲスト | 概要 |
| -------- | ------ | --- | --- |
| 2月13日  | 583    | | 放送直前に福島県沖で地震が発生したため、1:00から地震情報を伝えた後、約20分遅れで1:20ごろに開始。東北放送・ラジオ福島はネットを返上、茨城放送は途中中断する形でローカル別に地震情報を放送した。 |
| 2月20日  | 584    | ルシファー吉岡 あばれる君 TAIGA 小宮浩信（三四郎）（コメント出演） コカドケンタロウ（ロッチ）（コメント出演） シュウペイ、松陰寺太勇（ぺこぱ）（コメント出演） | スペシャルウィーク。『R-1グランプリ』のルール改定により出場資格を失ったルシファー吉岡を、賞レースで優勝させてあげようという名目から、ピン芸人の大会『L-1ぐらんぷり』（ルシファー・ワン・ぐらんぷり）を番組内で開催。 藤井青銅と佐藤満春と春日の3人が審査員を担当した。                                                                |
| 4月24日  | 593    | ミラクルひかる R-指定、DJ松永（Creepy Nuts） | スペシャルウィーク。Creepy Nutsは前番組である『SixTONESのオールナイトニッポンサタデースペシャル』にゲスト出演後、番組OPに乱入する形で出演した。 |
| 5月8日   | 595    | 布川ひろき、みちお（トム・ブラウン） | 後番組の『オールナイトニッポン0(ZERO)』を担当するトム・ブラウンがエンディングに出演した。 |
| 6月12日  | 600    | 水口健司 | 放送600回目。600回目を記念してサングラスとタトゥーシールを制作した事を発表 。 オープニングトークで『キン肉マン』の作者ゆでたまご・嶋田隆司の話題となった所でブースの外にいた水口が登場した。 エンディング曲をCreepy Nuts『よふかしのうた』に変更。番組ラストに流れるハイライトが500回目から今日までの放送をまとめた特別仕様となった。 |
| 6月19日  | 601    | クミ（春日の妻） | スペシャルウィーク。 |
| 7月24日  | 606    | 吉村崇（平成ノブシコブシ） | この日のOPトーク中、吉村が後番組『オールナイトニッポン0(ZERO)ミクチャ夏SP』のMCとして出演することから若林が吉村をスタジオに呼びかけ、その後乱入した。 |
| 8月21日  | 610    | | 前年に続き、『24時間テレビ44「愛は地球を救う」想い〜世界は、きっと変わる。』中京テレビローカルパートでメインパーソナリティーを務めた関係で、CBCラジオから生放送を行った。 |
| 9月11日  | 613    | 石川佳純 | スペシャルウィーク。 |
| 10月23日 | 619    | きょん、西村真二（コットン） 飯田浩司（ニッポン放送アナウンサー） 水卜麻美（日本テレビアナウンサー）                                                           | スペシャルウィーク。飯田は、元アナウンサーである西村とのニュース原稿読み対決の対戦相手として、水卜は後番組の『オールナイトニッポン0(ZERO)』を担当していた為、エンディングに出演した。 |
| 11月6日  | 621    | DJ松永（Creepy Nuts） | オープニングトーク中にて電話出演。 |
| 12月18日 | 627    | ちゃご、星飛雄馬（元モンキーチャック） | スペシャルウィーク。『お笑いキッズ・リターンスペシャル』と題して、若手時代を共にした元芸人のモンキーチャック（ちゃご、星飛雄馬）をゲストに迎えて放送を行った。 |

| 放送日   | 放送回 | ゲスト                                    | 概要 |
| -------- | ------ | ----------------------------------------- | --- |
| 1月8日   | 629    | きょん、西村真二（コットン）              | 後番組の『オールナイトニッポン0(ZERO)』を担当していた。西村が話題となったオープニングトーク中に出演。                                                                   |
| 1月15日  | 630    |                                           | トンガ沖火山噴火に伴う津波警報や津波注意報を太平洋沿岸に発令したことを受け、IBC岩手放送、東北放送、南日本放送では報道特別番組を放送したため休止となった。               |
| 1月22日  | -      |                                           | 春日が新型コロナウイルスに感染、若林が濃厚接触者に該当した（後に若林も感染が発表された）ため、放送を休止。 代理番組として『アンガールズのオールナイトニッポン』を放送。 |
| 1月29日  | -      |                                           | 先週に引き続き放送を休止。代理番組として『平成ノブシコブシのオールナイトニッポン』を放送。                                                                              |
| 2月5日   | 631    |                                           | 春日、若林共に新型コロナウイルス感染から回復し3週間ぶりに放送を行った。また若林がフリートーク内にて、第1子が誕生したことを報告。                                        |
| 2月19日  | 633    | 髙橋ひかる                                | 後番組の『オールナイトニッポン0(ZERO)』を担当していた為、エンディングに出演。                                                                                           |
| 3月19日  | 637    | 吉村崇、徳井健太（平成ノブシコブシ）      | 後番組『オールナイトニッポン0(ZERO)ミクチャ春SP』のメインMCを担当していた為、エンディングに出演。                                                                       |
| 4月23日  | 642    | ですよ。                                  | スペシャルウィーク。 |
| 6月18日  | 650    | 野口聡一 佐藤栞里                         | スペシャルウィーク。佐藤は後番組の『オールナイトニッポン0(ZERO)』を担当していた為、エンディングに出演。                                                                 |
| 9月3日   | 660    | 浜谷健司、神田伸一郎（ハマカーン）        | スペシャルウィーク。 |
| 10月22日 | 666    | 有村昆 城戸勇一、斉藤正伸（ジャガモンド） | スペシャルウィーク。『有村昆 VS ジャガモンド斉藤 映画プレゼンバトル』を開催。                                                                                           |

| 放送日   | 放送回 | ゲスト                                                                                  | 概要 |
| -------- | ------ | --------------------------------------------------------------------------------------- | --- |
| 2月18日  | 681    | 塚本直毅、溜口佑太朗（ラブレターズ）                                                    | 『オールナイトニッポン55周年記念 オールナイトニッポン55時間スペシャル』内の一番組という位置づけで放送。 また、『オールナイトニッポン×フジテレビ スペシャルコラボ生放送！』として、本番組のスタジオ内の様子がフジテレビ（関東ローカル）で1:15から1:30の15分間にわたり生中継された。                                                                            |
| 3月18日  | 685    |                                                                                         | 東京ドームから放送を行い、2024年2月18日に『オードリーのオールナイトニッポン in 東京ドーム』を開催すると発表。またこの時の様子が後に公式YouTube『オードリー若林の東京ドームへの道』で公開された。 |
| 4月23日  | 690    | SAM、DJ KOO（TRF）                                                                      | スペシャルウィーク。TRFは過去に東京ドームのライブ公演の経験がある事から「東京ドーム公演の大先輩」という名目でゲスト出演した。 |
| 6月17日  | 698    | 谷口大輔 RN.弥平（有限会社ヤマニ果樹農園代表）（電話出演）                              | スペシャルウィーク。『オードリーのオールナイトニッポン in 東京ドーム』のポスター制作を発注したMIC株式会社の社屋から、同社取締役である谷口と生放送を行った。 |
| 7月1日   | 700    |                                                                                         | 放送700回目。 |
| 7月22日  | 702    | サイトウナオキ（ゾフィー）                                                              | 「チン！」のコーナーがサイトウのギャグを主題としていたことから、エンディングに乱入する形で出演。 |
| 9月2日   | 708    | 星野源                                                                                  | スペシャルウィーク。『オードリーのオールナイトニッポン in 東京ドーム』のテーマソングを、星野が制作することを発表。 |
| 9月16日  | 710    | 滝沢秀一、西堀亮（マシンガンズ）                                                        | 当日の『オールナイトニッポン0(ZERO)』パーソナリティーを担当していたマシンガンズがゲスト出演。 |
| 10月21日 | 715    | クミ（春日の妻）                                                                        | スペシャルウィーク。『春日の気持ちを引き締めようスペシャル』と題して、クミをはじめチーム付け焼き刃の面々やケイダッシュステージ関係者の証言を集め、春日の日常生活における言動を審査する企画を行った。 |
| 12月2日  | 721    | ビトタケシ（電話出演） 星野源（コメント出演）                                           | 星野が制作した『オードリーのオールナイトニッポン in 東京ドーム』のテーマソング『おともだち』をオンエア。また、東京ドームシティにて番組とコラボしたリアル脱出ゲーム「リアル脱出ゲーム『春日に支配された東京ドームシティからの脱出』」が開催されることが発表された。 なお、告知及び放送直前に発令された津波注意報関連の報道により、一部番組内容が休止となった。 |
| 12月16日 | 723    | 高岸宏行、前田裕太（ティモンディ ） HEY!たくちゃん 飯田浩司（ニッポン放送アナウンサー） | スペシャルウィーク。『ティモンディとドリームベースボールスペシャル』を放送。都内某所の室内野球練習場から放送を行った。HEY!たくちゃんはキャッチャーとして出演し、飯田が実況中継を務めた。 |

| 放送日   | 放送回 | ゲスト                                                                               | 概要 |
| -------- | ------ | ------------------------------------------------------------------------------------ | --- |
| 3月9日   | 734    | 田中卓志（アンガールズ）                                                             | 春日は海外ロケの為スタジオ欠席。オープニングトーク中に電話出演。 |
| 4月20日  | 740    | 赤羽健壱（サルゴリラ）                                                               | スペシャルウィーク。『日大二高スペシャル』と題して、オードリーと赤羽の母校である日本大学第二中学校・高等学校に関するトークを放送した。 |
| 6月15日  | 748    | 橋本直、鰻和弘（銀シャリ）                                                           | スペシャルウィーク。銀シャリの2人がネタ作りやYouTube配信を行う為に借りているセカンドハウス「銀シャリハウス」から放送。 |
| 8月31日  | 759    | 柳原可奈子 菊地亜美                                                                  | スペシャルウィーク。『普通の話スペシャル』を開催。 |
| 10月26日 | 766    | ビックスモールン 山田BODY ジョー（ダブルネーム） 西居欧大（エルクシダー） 大石橋健太 | スペシャルウィーク。『若林の自転車プレゼントスペシャル』と題して、若林がドームライブに向け体力作りの為に使用していた自転車が『オードリーのオールナイトニッポン15周年展』に出展されている間に使用していた代車の自転車を賭けた対決企画を開催。 ビックスモールンはグリが対決に参加し、ゴンとチロはグリのセコンドとして登場。 |
| 11月2日  | 767    | 松田好花（日向坂46）                                                                 | 春日の不在に伴うピンチヒッター。 |
| 12月14日 | 773    | すがちゃん最高No.1（ぱーてぃーちゃん） Den（リンダカラー∞）                          | スペシャルウィーク。『春日vsすがちゃんvsDen新旧カリスマ対決』を開催。 |
| 12月21日 | 774    | 塚本直毅、溜口佑太朗（ラブレターズ）                                                 | 後番組の『オールナイトニッポン0(ZERO)』を担当していた為、エンディングに出演。 |

| 放送日  | 放送回 | ゲスト                                                                                   | 概要 |
| ------- | ------ | ---------------------------------------------------------------------------------------- | --- |
| 2月1日  | 779    |                                                                                          | 若林が声の不調の為、オープニングトーク終盤で早退。若林のトークゾーンは佐藤満春がピンチヒッターを務めた。 |
| 2月8日  | 780    |                                                                                          | スペシャルウィーク。『オードリーのNFL倶楽部』（日本テレビ（関東ローカル）・日テレジータス）収録のため、アメリカ・ニューオーリンズから生放送。 |
| 4月5日  | 788    | 村上智廣（ムラタケ） ササ（トキヨアキイ） 溜口佑太朗（ラブレターズ） （3人とも電話出演） | 若林が喉の不調の為、番組を欠席。オープニングトーク序盤から佐藤満春を交えて放送を行った。 また、この回より、協賛企業の読み上げを他のオールナイトニッポンシリーズ同様、前クレジットと後クレジットで半分ずつ行う形に変更された。                      |
| 4月26日 | 791    | 荒川洋治                                                                                 | スペシャルウィーク。『荒川ちゃんと春日のスーツを作ろうスペシャル』と題し、若林が誕生日を迎えた春日にオーダーメイドスーツをプレゼントするため、ドームライブ用のスーツを仕立てた際にお世話になったスーツテーラー・荒川をゲストに迎えて放送を行った。 |
| 6月14日 | 798    | マシンガンズ                                                                             | スペシャルウィーク。 |
| 6月28日 | 800    | バーモント秀樹（電話出演） 荒川洋治                                                      | 放送800回目。4月26日の放送で仕立てた春日のスーツの「納品」に荒川が登場。 エンディング曲を星野源『おともだち』に変更。番組ラストに流れるハイライトが700回目から今日までの放送をまとめた特別仕様となった。                                           |

### 代理番組
- 2016年12月31日 - 三四郎[27]
- 2019年1月5日 - 渋谷龍太[28]
- 2019年7月6日 - aiko[29]
- 2019年10月19日 - 西川貴教[注 7][30]
- 2021年1月2日 - 岡野昭仁（ゲスト：スガシカオ）[31]
- 2022年1月1日 - 奈緒（ゲスト：山崎静代（南海キャンディーズ））[32]
- 2022年7月16日 - WANIMA[33]
- 2022年9月17日 - NUMBER GIRL[注 7]
- 2022年12月24日 - SixTONES（ラジオ・チャリティ・ミュージックソンスペシャル）
- 2022年12月31日 - 三四郎（年越し初笑いスペシャル2022→2023）
- 2023年7月9日 - SUPER BEAVER
- 2023年12月30日 - aiko
- 2024年9月14日 - サカナクション・山口一郎[注 7]
- 2025年1月4日 - MY FIRST STORY・Hiro

### ピンチヒッター
- 2022年1月22日 - アンガールズ[14][15]
- 2022年1月29日 - 平成ノブシコブシ[16]

## 番組テーマ曲
オープニング
- Herb Alpert & The Tijuana Brass『BITTERSWEET SAMBA』

エンディング
- ザ・フラテリス『A Heady Tale』 - 通常放送回。
- カラーボトル『10年20年』- 番組スタッフの卒業などの出来事があった放送回において使用される。

その他
- Creepy Nuts『よふかしのうた』 - 『オードリーのオールナイトニッポン 10周年全国ツアー』テーマソング[注 8]
- 星野源『おともだち』 - 『オードリーのオールナイトニッポン in 東京ドーム』主題歌。

## スタッフ
当番組のスタッフは企画モノのほとんどをリスナー任せにするという理由で、若林に「チーム付け焼き刃」と命名された。

### 現在のスタッフ
2025年4月現在
- ディレクター：舟崎彩乃（MIXZONE）（ - 2021年3月28日[34]（アシスタントディレクター時代）、2022年4月10日 - （ディレクター時代））
- アシスタントディレクター：落合凌大（2021年4月4日 - ）
- 構成：
  - 藤井青銅
  - 飯塚大悟
  - 佐藤満春（どきどきキャンプ）[注 9][注 10]
  - チェ・ひろし（旧：関口勇斗）
- ミキサー：林俊吾（2021年4月4日 - ）[35]

### 過去のスタッフ
- ディレクター：
  - 宗岡芳樹（ - 2016年7月？）
  - 中村悠紀（ニックネーム：ぼたもち[注 11]）（ - 2022年4月3日）
- アシスタントディレクター→ディレクター：石井玄（ - 2020年6月13日）
- アシスタントディレクター：
  - 鈴木賢一（ - 2010年6月26日）
  - 齋藤修
- 構成：
  - 長永拓也（ - 2012年12月29日）
  - 奥田泰（2013年1月？ - 2019年6月29日）
  - 前原卓磨
  - 栗坂祐輝
- ミキサー：
  - 大沢和隆（ - 2015年3月28日）
  - 大坪秀嗣（MIXZONE）（ - 2021年3月28日[34]）
- アルバイト：（アルバイトは早稲田大学放送研究会から選ばれている）
  - 今村
  - 福島
  - ミホ
  - しおりん
  - ミカ

## ネット局
| 放送対象地域  | 放送局                        | 放送期間         | 放送時間           | 備考       |
| ------------- | ----------------------------- | ---------------- | ------------------ | ---------- |
| 関東広域圏    | ニッポン放送（LF） 制作局     | 2009年10月10日 - | 土曜 25:00 - 27:00 | 同時ネット |
| 北海道        | STVラジオ（STV）              | 2009年10月10日 - | 土曜 25:00 - 27:00 | 同時ネット |
| 青森県        | 青森放送（RAB）               | 2009年10月10日 - | 土曜 25:00 - 27:00 | 同時ネット |
| 岩手県        | IBC岩手放送（IBC）            | 2009年10月10日 - | 土曜 25:00 - 27:00 | 同時ネット |
| 宮城県        | 東北放送（TBC）               | 2009年10月10日 - | 土曜 25:00 - 27:00 | 同時ネット |
| 秋田県        | 秋田放送（ABS）               | 2009年10月10日 - | 土曜 25:00 - 27:00 | 同時ネット |
| 山形県        | 山形放送（YBC）               | 2009年10月10日 - | 土曜 25:00 - 27:00 | 同時ネット |
| 福島県        | ラジオ福島（rfc）             | 2009年10月10日 - | 土曜 25:00 - 27:00 | 同時ネット |
| 茨城県        | 茨城放送（Lucky FM）          | 2009年10月10日 - | 土曜 25:00 - 27:00 | 同時ネット |
| 栃木県        | 栃木放送（CRT）               | 2009年10月10日 - | 土曜 25:00 - 27:00 | 同時ネット |
| 山梨県        | 山梨放送（YBS）               | 2009年10月10日 - | 土曜 25:00 - 27:00 | 同時ネット |
| 長野県        | 信越放送（SBC）               | 2009年10月10日 - | 土曜 25:00 - 27:00 | 同時ネット |
| 新潟県        | 新潟放送（BSN）               | 2009年10月10日 - | 土曜 25:00 - 27:00 | 同時ネット |
| 静岡県        | 静岡放送（SBS）               | 2009年10月10日 - | 土曜 25:00 - 27:00 | 同時ネット |
| 富山県        | 北日本放送（KNB）             | 2009年10月10日 - | 土曜 25:00 - 27:00 | 同時ネット |
| 石川県        | 北陸放送（MRO）               | 2009年10月10日 - | 土曜 25:00 - 27:00 | 同時ネット |
| 福井県        | 福井放送（FBC）               | 2009年10月10日 - | 土曜 25:00 - 27:00 | 同時ネット |
| 中京広域圏    | CBCラジオ（CBC）              | 2009年10月10日 - | 土曜 25:00 - 27:00 | 同時ネット |
| 滋賀県 京都府 | KBS滋賀 京都放送（KBS）       | 2009年10月10日 - | 土曜 25:00 - 27:00 | 同時ネット |
| 近畿広域圏    | ラジオ大阪（OBC）             | 2009年10月10日 - | 土曜 25:00 - 27:00 | 同時ネット |
| 和歌山県      | 和歌山放送（wbs）             | 2009年10月10日 - | 土曜 25:00 - 27:00 | 同時ネット |
| 鳥取県 島根県 | 山陰放送（BSS）               | 2009年10月10日 - | 土曜 25:00 - 27:00 | 同時ネット |
| 岡山県        | RSK山陽放送（RSK）            | 2009年10月10日 - | 土曜 25:00 - 27:00 | 同時ネット |
| 広島県        | 中国放送（RCC）               | 2009年10月10日 - | 土曜 25:00 - 27:00 | 同時ネット |
| 山口県        | 山口放送（KRY）               | 2009年10月10日 - | 土曜 25:00 - 27:00 | 同時ネット |
| 香川県        | 西日本放送（RNC）             | 2009年10月10日 - | 土曜 25:00 - 27:00 | 同時ネット |
| 愛媛県        | 南海放送（RNB）               | 2009年10月10日 - | 土曜 25:00 - 27:00 | 同時ネット |
| 徳島県        | 四国放送（JRT）               | 2009年10月10日 - | 土曜 25:00 - 27:00 | 同時ネット |
| 高知県        | 高知放送（RKC）               | 2009年10月10日 - | 土曜 25:00 - 27:00 | 同時ネット |
| 福岡県        | 九州朝日放送（KBC）           | 2009年10月10日 - | 土曜 25:00 - 27:00 | 同時ネット |
| 佐賀県 長崎県 | NBCラジオ佐賀 長崎放送（NBC） | 2009年10月10日 - | 土曜 25:00 - 27:00 | 同時ネット |
| 熊本県        | 熊本放送（RKK）               | 2009年10月10日 - | 土曜 25:00 - 27:00 | 同時ネット |
| 大分県        | 大分放送（OBS）               | 2009年10月10日 - | 土曜 25:00 - 27:00 | 同時ネット |
| 宮崎県        | 宮崎放送（mrt）               | 2009年10月10日 - | 土曜 25:00 - 27:00 | 同時ネット |
| 鹿児島県      | 南日本放送（MBC）             | 2009年10月10日 - | 土曜 25:00 - 27:00 | 同時ネット |
| 沖縄県        | ラジオ沖縄（ROK）             | 2009年10月10日 - | 土曜 25:00 - 27:00 | 同時ネット |

## リトルトゥース（Little Twoos）
放送開始当初、リスナーのことは「カスガー」「ワカバヤシー」と呼んでいた。しかし2012年5月19日放送回にて、リスナーに統一的な愛称をつける必要性を感じた若林がレディー・ガガが自身のファンを「リトルモンスター」と呼んでいたことにあやかり、春日の持ちネタである「トゥース！」とひっかけて、リスナーを「リトルトゥース」 と命名した。
また、同時に若林は「ミディアムトゥース」（後に「ミドルトゥース」と名乗るようになる）、春日は「ビッグトゥース」と名乗るようになった。
前枠番組『SixTONESのオールナイトニッポンサタデースペシャル』ではこの名前にあやかり、リスナーのことを「リトルストーン」と呼ぶ。また、リトルトゥースである松田好花が同じ土曜日に担当する『ひなこい presents 日向坂46松田好花の日向坂高校放送部』でも、リスナーを「リトルヤホス」と呼ぶ。

### 著名人のリトルトゥース
オードリーの他のレギュラー番組で共演しているタレントや局アナ、「オールナイトニッポン」レーベルの番組パーソナリティを中心に著名人にもリトルトゥースが存在する。
以下に五十音順で記述する。
- 秋山翔吾（広島東洋カープ）[38]
- 芥見下々（漫画『呪術廻戦』作者）
- 朝井リョウ[39]
- 内田篤人[40]
- 江口雄也（BLUE ENCOUNT）
- 小川紗良[41]
- カンタ（水溜りボンド）[42]
- Creepy Nuts（R-指定、DJ松永）[43]
- 齋藤飛鳥[44]
- 佐久間宣行[45]（テレビプロデューサー、佐久間宣行のオールナイトニッポン0(ZERO)パーソナリティー）
- 佐藤栞里[46]
- 白坂有以[47]
- 新内眞衣[48]
- SixTONES
  - 髙地優吾[49]
  - 松村北斗[49]
- 高田文夫（「最年長リトルトゥース」を自称している[50]。）
- 髙橋ひかる（この番組内で「ひかるトゥース」という愛称が誕生した[51]。）
- 月ノ美兎[52][53]
- 長濱ねる[54]
- 中田花奈[55]
- 乃木坂46
  - 弓木奈於[注 15]
- 蓮見翔（ダウ90000）[56]
- 花澤香菜[57]
- 東ブクロ（さらば青春の光）[58]
- ファーストサマーウイカ[59]
- 星野源[60]
- 向井慧（パンサー）[61]
- 山下美月[注 16][62][63]

## よく話題に出る人物
スタッフ（チーム付け焼き刃）については上述の通り。

### オードリーの知人
- 佐藤満春
お笑いコンビ「どきどきキャンプ」の一員であり、当番組の構成作家。通称「サトミツ」。
佐藤がパーソナリティーを務める『佐藤満春のジャマしないラジオ』（interfm）へそれぞれがゲスト出演した。
- 岩崎一則
お笑いコンビ「Hi-Hi」のメンバーであり、オードリーが所属しているケイダッシュステージの先輩。
- 谷口大輔
オードリーの中学・高校時代の同級生。若林を「まーちゃん」と呼ぶ。
2023年現在、MIC株式会社取締役常務執行役員・事業本部長を務め[64]、2024年2月期から番組スポンサーとなった同社CMにも出演する[65]。
- 水口健司 
フリーのテレビディレクター。通称「水D」「みずぐっちゃん」。
オードリーと同年代。
サトミツ、マネージャーと共に春日語を理解できる数少ない人物[66]。奇しくも若林と結婚した日付が同じ。
- 安島隆（日本テレビ編成部）
若林出演ドラマ『たりないふたり』企画・演出。情報解禁を守らず勝手に告知する若林を怒る。
春日もゲスト出演し、YouTubeスピンオフの古井ひでおチャンネルも担当した『犬も食わない』、 コンビで出演する『THE芸人プリズン』・『漫才JAPAN』等も担当。東京ドームライブでは総合演出を担当した[67]。
- 福田幸生
オードリーのスタイリスト。通称「福田の兄貴（アニキ）」。
- 日向坂46
アイドルグループ。前身である「けやき坂46」の頃からオードリーが彼女らの冠番組のMCを務めており、オードリーも度々彼女らのライブに参戦している。
おひさま（日向坂46のファンの総称）からリトルトゥースになったという人や、その反対にリトルトゥースからおひさまになったという人も少なくない。また、彼女らの冠番組『日向坂で会いましょう』（テレビ東京）の編集スタッフにもリトルトゥースがいるとされており、その関係性は深い。
- 向井慧
お笑いトリオ「パンサー」のメンバーで、大のリトルトゥース。仕事で一緒になった時に話題に頻繁に名前が出る。自身が勤めるラジオ番組『#むかいの喋り方』CBCラジオ）でも度々この番組の話題になることが多い。

#### マネージャーなど
オードリーの所属事務所「ケイダッシュステージ」社員。
- 佐藤大介
オードリー愛に溢れたチーフマネージャー。通称「Dちゃん」「ダイスケ」。
- 岡田裕史 
オードリーのマネージャー。12月17日生まれ。東京学芸大学出身。通称「ケイダッシュ丸」「丸」。
ラーメン（特にラーメン二郎）・アイドルが大好き。
2人のフリートークのネタになるような不思議な振る舞いが多く、しばしば若林の気に障ることをする。また、体臭などを他人（主に若林）に指摘されても頑なに認めないという一面もある。若林が生放送中に岡田マネージャーに生電話をして詰め寄っても頑なに体臭を認めなかった。
2021年1月13日放送の『ヒルナンデス』（日本テレビ）にて、乃木坂46のグループカラーや、水曜シーズンレギュラーだった山下美月の足のサイズを記憶から当てるなど活躍し、Twitterのトレンド入りを果たす。若林は「トレンド入りする人間はバラエティに出るべき」と語り、今後もバラエティに出すと決めているが、本人はバラエティに出たくないらしく、その理由を事務所のせいにする癖がある。しかし、事務所からは言われていないらしい。
- 荒井優輝
オードリーのマネージャー。兄がリトルトゥースである。春日からの呼び名は「チャン・アライ」。
- 菓子
オードリーの元マネージャー（2017年6月? - 2018年5月?）。春日ピンの現場に同行することが多く、気が利く性格で仕事ができる。
メタル系のTシャツを多用。
春日に憧れ、芸人に転身するためケイダッシュステージを退職。現在は「菓子めたる」の名でサンミュージック所属のお笑い芸人として活動中。
『水曜日のダウンタウン』（TBSテレビ）の「2代目むつみ荘住みます芸人オーディション」に応募していた。
- 石澤鈴香
オードリーのマネージャー。女性。春日の現場へ帯同する事が多い。

#### ショーパブ芸人
オードリーが下積み時代に出演していたショーパブ「そっくり館キサラ」の舞台に出演している芸人達のこと。
- くじら
芸風はマニアックなものまね。近年は「恋愛マスター」として活躍。
- ゴン
2019年末まで同じ事務所に所属していたコンビ「ビックスモールン」の背の高い方。本名：吉留明宏。
- ジョー
ものまねお笑いコンビ「ダブルネーム」のメンバー。若林が風呂無しアパートに住んでいた頃、ジョー宅の風呂を借りて100円玉を置いて行ったエピソードがある。
- TAIGA
『R-1ぐらんぷり2014』ファイナリスト。オードリーとぺこぱの師匠。
放送中に度々オードリーが電話を掛け、エルヴィス・プレスリーの『ハウンド・ドッグ』のリズムに乗せて一日の出来事を報告した後ガチャ切りされるのが恒例。
- バーモント秀樹
ショーパブ芸人。しばしばテレビ番組・ラジオ番組でもオードリーと共演している。通称「バー秀」。
生放送中に度々電話を掛けられるが、深夜にも関わらず必ず電話に出る。通話直後、彼が「大ドカン、アーイ！」と発したところでガチャ切りされるのが恒例。
- ビトタケシ
ショーパブでの共演以来仲が良い先輩芸人。芸人を辞めようと考えていた頃の若林の恩人。
ビートたけしの『浅草キッド』のカバーがコーナー「死んでもやめんじゃねーぞ」のBGMとして採用されている。
- HEY!たくちゃん
同じ事務所の芸人。通称「へいたく」。

### 若林の親族・知人
- 若林の妻
若林が架空の存在のように言及し、後に本当に結婚することとなる相手。15歳年下の看護師[68][69]。沖縄県出身。
若林による本番組内での呼称は「見えない嫁」「幻の嫁」、結婚発表後は「ニョボ林（ニョボバ、N林）」「ヨメ林」などあったが、現在は「妻」または「奥さん」に落ち着いている。
- 若林の娘
2022年に誕生した若林の第一子。女児。第631回（同年2月5日）で2週間ほど前に誕生していたことを、若林が初めて公表した。
- 若林の息子
2024年に誕生した若林の第二子。同年12月22日放送の『スクール革命!』（日本テレビ）で半年ほど前に誕生していたことを、若林が初めて公表した[70]。
当初は性別を公表する予定はなかったが、第784回（2025年3月8日）で若林が「先週『男の子』と言っちゃってた」と、男児であることが明かされた。
- 朝井リョウ
作家。番組初回放送から聞いているリトルトゥース。2015年4月から1年間『朝井リョウ&加藤千恵のオールナイトニッポン0(ZERO)』のパーソナリティを担当。
- 氏原真一（現：ブチギレ氏原（GGチャンネル））
事務所の元後輩芸人（ゴンゴール、ケイダッシュステージを2022年7月末を以て退所）で、現在はYouTuber。『激レアさんを連れてきた。』（テレビ朝日）のリハーサルで若林役を務めた。
- 加藤千恵
作家。朝井と共に『ANN0』を担当。若林が急遽出演できなくなった際、春日の「誰かできる人いたら来てほしい」という呼びかけを聴いて実際に有楽町まで出向いたことがある。本人も「おそらく芸人に対しての呼びかけだろうし、どこの誰かもわからない人間は出さないだろう」とは薄々感じていた。
- ツチヤタカユキ
『オードリーのオールナイトニッポン』を含め、様々なテレビ、ラジオ番組に優れた大喜利を投稿することで有名だったハガキ職人。本番組で若林に才能を認められ、放送作家見習いとして誘われて上京。それ以降、本番組内で彼のエピソードが若林によって度々語られていた。
現在は関西地方を拠点に新作落語の創作や、吉本新喜劇の作家として活動している。
- DJ松永
DJ、HIPHOPユニット「Creepy Nuts」のメンバー。2018年4月より『Creepy Nutsのオールナイトニッポン0(ZERO)』、2022年4月から2023年3月まで『Creepy Nutsのオールナイトニッポン』を担当。
- 中村航
作家。
- 西加奈子
作家。若林とはプロレス好きと言う共通の趣味がある。
- 弘中綾香（テレビ朝日アナウンサー）
『激レアさんを連れてきた。』（テレビ朝日）で共演。第492回（2019年4月20日）ではゲスト出演している。
- 山里亮太（南海キャンディーズ）
オードリーと同期の芸人。若林と仲が良い事から度々局の垣根を越えて共演している。
若林がトークで話題に出すと生放送中もしくは翌朝Twitterで反応する。
- ルシファー吉岡
放送中に度々電話をかける芸人。『激レアさんを連れてきた。』（テレビ朝日）のナレーターとして活躍。
第584回（2021年2月21日）で行われた「L-1ぐらんぷり」で優勝。タロイモ。
- 先生
若林の片頭痛治療の主治医。優遇して診療時間を調整してくれる。リトルトゥース。
- 荒川洋治
若林のオーダースーツを仕立てたスーツテーラー。「漫才で着用する」という若林の注文に的確かつ独特な接客をし、若林に気に入られる[71]。通称『荒川ちゃん』。
2024年3月期に番組スポンサーとなった『オーダースーツSADA』CMのナレーション読みも担当した[72]。
第891回（2025年4月26日）の放送でゲスト出演した。
- 山田BODY
若林の専属トレーナー。松竹芸能所属の芸人[73]。

### 春日の親族・知人
- 春日クミ（さん）
別称：93番、独身時代は『コマルちゃん』と呼ばれていた。春日が「彼女ではなく、あくまで『狙ってる女』」であると吹聴していた交際相手。略して「狙女（そじょ）」とも。
クミさんも春日を狙っており、「互いに狙い合っている」という。
2019年4月に春日がプロポーズをし、翌月婚姻届を提出。春日の妻となる。なお、若林結婚の際には若林ロスになったという。
第601回（2021年6月19日）には本番組にゲスト出演を果たし、以降定期的に出演している。
星野源のファンで、2023年6月20日放送の『星野源のオールナイトニッポン』にフワちゃんと共にゲスト出演した。[74]
- 茶々ちょ（仮名）
2020年5月8日に誕生した春日の第一子。女児。第546回（同年5月16日）で春日が初めて公表した。
名前の由来は春日が茶々（春日家の愛犬）を噛んで「茶々ちょ」と言ってしまい、若林が「子供の名前？」と言ったのが始まり。
翌5月23日の放送では担当医に「トゥス子」の仮名で呼ばれていることが発覚した。
本番組内での春日による呼称は「子」。春日語では「小さい人間」となる。
- 中川パラダイス（ウーマンラッシュアワー）
独身時代の唯一の友達。「パラちゃん」「P」とも呼ばれる。
春日、バイきんぐの西村瑞樹と合わせて「毒乱高」と呼ばれている。由来は第320回（2015年12月19日）で3人それぞれが2015年を漢字一文字で表し、それを合わせたもの。
2019年、春日のスキャンダルの一因となったことからクミさんの怒りを買い、以降は会うことも許されていない模様。発覚直後に放送された第493回（2019年4月29日）で電話出演したクミさんは、中川のことを『諸悪の根源』と表している。
茶々ちょ誕生時、出産祝いの送り先が分からずに事務所へ送ってきた。
- 西村瑞樹（バイきんぐ）
キャンプ仲間で、前述の「毒乱高」の一員。春日は「瑞樹さん」と呼んでいる。
- フワちゃん
『炎の体育会TV』（TBSテレビ）のエアロビ企画を通して仲良くなる。以降、春日家のお花見やホームパーティーに参加しており、クミさんとも仲が良い。
2021年4月より『フワちゃんのオールナイトニッポンX』、2022年4月から2024年8月まで『フワちゃんの
オールナイトニッポン0(ZERO)』を担当。
- あばれる君
通称：あば、常識君。水口が食事や飲み会に連れて来る事が多い。
第645回（2022年5月14日）の春日のフリートークがキッカケで、同年7月24日放送の『ボクらの時代』（フジテレビ）に春日とパンサーの尾形貴弘とともに出演した。

### ニッポン放送アナウンサー
- 吉田尚記
この番組での通称は「よっひ」「どんしこ」。放送中に度々電話をかけられる。
2017年にはオードリーがメインパーソナリティーを務めた『第43回ラジオ・チャリティ・ミュージックソン』で飯田とともに外回りを担当。「仲良し募金隊」と呼ばれたことを散々いじられた。
- 飯田浩司
オードリーがメインパーソナリティーを務めた第36回（2010年）・第43回（2017年）の『ラジオ・チャリティ・ミュージックソン』で外回りを担当。あまりの寒さに後日重い風邪をひいたという。
吉田ほどではないが本番組に呼ばれることがある。
- 東島衣里
オードリーがメインパーソナリティーを務めた『第43回ラジオ・チャリティー・ミュージックソン』（2017年）のアシスタントを担当。
- 増田みのり
オードリーがメインパーソナリティーを務めた『第36回ラジオ・チャリティー・ミュージックソン』（2010年）のアシスタントを担当。

## イベント
- 「ニッポン放送開局60周年記念 オードリーのオールナイトニッポン5周年記念 史上最大のショーパブ祭り」（2014年9月14日、東京国際フォーラム）
ゲスト：TAIGA、Czecho No Republic、バーモント秀樹、ビックスモールン、ビトタケシ、miwa
- 「オードリーのオールナイトニッポン 10周年全国ツアー」
  - 「オードリーのオールナイトニッポン 10周年全国ツアー in 青森」（2018年6月9日、リンクステーションホール青森）
ゲスト：ザ・ギース、ルシファー吉岡
  - 「オードリーのオールナイトニッポン 10周年全国ツアー in 愛知」（2018年9月15日、一宮市民会館）
ゲスト：西村瑞樹（バイきんぐ）
  - 「オードリーのオールナイトニッポン 10周年全国ツアー in 福岡」（2018年12月22日、アルモニーサンク北九州ソレイユホール）
ゲスト：バカリズム
  - 「オードリーのオールナイトニッポン 10周年全国ツアー in 日本武道館」（2019年3月2日、日本武道館）
ゲスト：松本明子、バーモント秀樹、ビトタケシ、梅沢富美男（シークレットゲスト）
- 「オードリーのオールナイトニッポン in 東京ドーム」（2024年2月18日、東京ドーム）
ゲスト：TAIGA、ビトタケシ、ジョー（ダブルネーム）、ニッチロー、星野源、フワちゃん、春日クミ、松本明子

## 番組グッズ
DVD / Blu-ray
- 『オードリーのオールナイトニッポン』（2010年1月8日、CCRE、規格品番：CCRE-8851、EAN 4560292515881）

番組初回放送が映像化。その他、オードリーによるニッポン放送挨拶回りや企画会議の模様、特典映像としてそれぞれの単独インタビューも収録されている。このような映像作品の発売はオールナイトニッポン42年の歴史の中で初。
- 『ニッポン放送開局60周年記念 オードリーのオールナイトニッポン5周年記念 史上最大のショーパブ祭りDVD』（2014年11月8日、ニッポン放送/ケイダッシュステージ、規格品番：LFBE-007、EAN 4582404330076）

同名のイベントがDVD化。
- 『オードリーのオールナイトニッポン 10周年全国ツアー in 日本武道館 DVD』（2019年6月14日、ニッポン放送 / ケイダッシュステージ、規格品番：LFBE-008、EAN 4571424778630）

同名のイベントがDVD化。特典映像に「オードリーのオールナイトニッポン 10周年全国ツアー3公演（青森・愛知・福岡）ダイジェスト&武道館メイキング」が付いた、10周年イベントの集大成となる2枚組。更に、本編特典は「オードリーの副音声」、封入特典は「特製ステッカーシート」という仕様。
- オードリーのオールナイトニッポン in 東京ドーム（2024年10月9日予定、ニッポン放送 / ケイダッシュステージ、規格品番：AUANNTDBD（Blu-ray） / AUANNTDDVD）

同名のイベントがBlu-ray / DVD化。本編ディスクは3時間30分越えのライブ全編の映像を収録し、ここでしか聴けないオードリ―語りおろしのスペシャル副音声付き。特典映像では、約2時間というボリュームでライブ開催に向けた準備とライブ中の舞台裏に密着したドキュメンタリーを収録予定。
書籍
- オードリー『オードリーのオールナイトニッポン 一年史』オードリーのオールナイトニッポン編、大修館書店、2011年5月6日。ISBN 978-4-469-29098-1。

当時の番組メインスポンサーであった大修館書店から刊行された、番組開始から1年間のフリートークなどが収録されている公式本。当初は「自分磨き」というタイトルだったが、「自分磨きの意味を悟られるとマズい」という理由でこのタイトルに落ち着いた。
- オードリー『オードリーとオールナイトニッポン 自分磨き編』扶桑社〈扶桑社ムック〉、2018年9月15日。ISBN 978-4-594-61325-9。

番組10周年記念ブックの第1弾。2009-2012年の番組クロニクルや全国ツアー青森公演レポートの他、オリジナルコンテンツを収録。特別付録は、2009-2012年傑作トーク収録CD。Amazon.co.jp限定予約特典版には、数量限定の特製ポストカード（非売品）付き。
- オードリー『オードリーとオールナイトニッポン まだまだ30代! 編』扶桑社〈扶桑社ムック〉、2018年12月20日。ISBN 978-4-594-61360-0。

番組10周年記念ブックの第2弾。2013-2015年の番組クロニクルや全国ツアー愛知公演レポートの他、オリジナルコンテンツを収録。特別付録は、2013-2015年傑作トーク収録CD。Amazon.co.jp限定予約特典版には、数量限定の特製とじこみポストカード（非売品）付き。
- オードリー『オードリーとオールナイトニッポン 死んでもやめんじゃねーぞ編』扶桑社〈扶桑社ムック〉、2019年3月4日。ISBN 978-4-594-61394-5。

番組10周年記念ブックの第3弾。2016-2018年の番組クロニクルや全国ツアー福岡公演レポートの他、オリジナルコンテンツを収録。特別付録は、2016-2018年傑作トーク収録CD。Amazon.co.jp限定予約特典版には、数量限定の特製とじこみポストカード（非売品）付き。
- オードリー『オードリーとオールナイトニッポン 最高にトゥースな武道館編』扶桑社〈扶桑社ムック〉、2019年4月22日。ISBN 978-4-594-61409-6。

番組10周年記念ブックの第4弾。番組クロニクル（日本武道館編）や日本武道館ライブイベントの模様の他、オリジナルコンテンツを収録。電子書籍版も発売。
- オードリー『オードリーのオールナイトニッポン トーク傑作選2019-2022 「さよならむつみ荘、そして……」編』新潮社、2024年1月18日。ISBN 978-4-10-355431-8。

春日の結婚と引越し、若林の結婚、そして父になったオードリーの2人の激動期の傑作トーク38本を収録予定。番組リスナーである成田凌、向井慧（パンサー）、加藤史帆・佐々木久美・松田好花（以上、日向坂46）、あばれる君、鈴木杏樹の特別インタビューも収録される。電子書籍版も同時発売。
- オードリー『オードリーのオールナイトニッポン in 東京ドーム 公式余韻本』新潮社、2024年7月18日。ISBN 978-4-10-355432-5。

2024年2月に開催された「オードリーのオールナイトニッポン in 東京ドーム」を250点以上の写真と1万4千字の密着レポートで振り返る。若林×星野源の対談、春日×フワちゃん、オードリーがリスナーの質問メールに答える企画も収録される予定。

## 受賞歴
- 第57回ギャラクシー賞・ラジオ部門入賞（2019年9月1日未明（8月31日深夜）放送分）[10][77][78]
- 第61回ギャラクシー賞ラジオ部門DJパーソナリティ賞[79]
- ギネス世界記録「コメディショー（ハイブリッドビューイング）のチケット販売数の最多記録」（「オードリーのオールナイトニッポン in 東京ドーム」のライブビューイング・配信を含めたチケット総販売数計15万6,707人で記録認定）[80]